# 니옹 (스위스)
니옹(프랑스어: Nyon)은 스위스 보주에 위치한 도시로 면적은 6.79km2, 높이는 400.9m, 인구는 18,728명(2010년 기준), 인구 밀도는 2,746명/km2이다. 제네바에서 북동쪽으로 25km 정도 떨어진 곳에 위치하며 레만호와 접한다. 유럽 축구 연맹(UEFA) 본부가 있는 도시이기도 하다.

## 이름
니옹은 노비오두눔(Noviodunum) 또는 노이오두눔(Noiodunum)이라는 명칭으로 로마인들이 사용한 이름 중 하나에서 파생된다. 특히 그곳에 배치된 식민지의 다른 이름은 Colonia Julia Equestri 또는 Colonia Julia Equestri, Colonia Noiodunum Equestris, Equestris, 에퀘스트리아인들의 도시 및 에퀘스트리아인들의 노이두눔(Equestrian Noiodunum)이다.

## 역사
니옹은 367-407년경에 civitas Equestrium id est Noiodunus로 처음 언급되었다. 1236년에는 Neveduni로, 1292년에는 Nyons로 언급되었다.

### 로마 시대 이전
19세기에 몇몇 흩어져 있는 신석기 시대 유물이 발견되었다. 도시의 북쪽에서는 청동기 시대 정착지의 일부 청동 고리와 유적이 발견되었다.

### 노비오두눔
기원전 50년에서 44년 사이에 로마인들이 Colonia Iulia Equestris 또는 Colonia Equestris Noiodunum이라는 이름으로 설립했으며, 그 도시의 중심은 노비오두눔(Noviodunum)이라고 불렸다. 포룸, 바실리카, 원형 극장이 있는 현대 스위스에서 가장 중요한 로마 식민지 중 하나로 성장했으며, 이는 1996년 새 건물 건설을 위해 땅을 파다가 최근에야 발견되었다.
로마와 접촉했을 때 마을 주변의 국가는 헬베티족이 차지하고 있었다. 이 도시의 중요성은 고대 자료에 언급된 수많은 언급에 반영되어 있다. 안토니네 여정표(Antonine Itineraries)는 제네바에서 Lacus Lausonius( 로잔 근처)로 가는 길에 도시를 배치했다. 이곳은 플리니우스( HN, iv. 7)에 의해 처음 언급된 다음 프톨레마이오스(ii. 9)에 의해 언급되어 세쿠아니(Sequani)에 할당한다. 플리니우스와 프톨레마이오스는 단순히 에퀘스트리스(Equestris)라고 이름을 붙였다. 그래서 이곳이 일정표에 이름이 붙여졌다. 일부 비문에서는 Civitas Equestrium를 줄여서 Civ. Equestrium로 표기하거나, Colonia Julia Equestris를 줄여서 Col. Julia Equ로 표기했다. 또 일부에서는 율리우스 카이사르가 설립했다고 결론지었다. 노티티아에서는 Civitas Equestrium Noiodunum를 줄여서 Civ. Equestrium Noiodunum고 했다. 니옹이 있는 지역은 1011년 문서에서 Pagus Equestricus라고 불렸다. 그리고 18세기까지도 이 지역을 Enquestre라고 불렀다고 한다. ( D'Anville, Notice, &c.; Walckenaer, Géographie, &c., des Gaules, vol. ii. p. 316.)
노비오두눔은 루그두눔(Lugdunum, 현재 프랑스의 리옹)에서 뻗어나온 느슨한 정착 네트워크의 일부였으며, 론 계곡을 통제하는 데 도움이 되었다. 기원전 58년 비브랙테 전투에서 패배한 후 이 지역에 정착한 헬베티족을 통제하기 위해 이 지역의 다른 로마 식민지와 함께 역할을 했다.
직사각형 격자 패턴은 벽이 없는 도시의 영역을 분할했다. 식민지의 경제적, 종교적, 사회적 생활에 필요한 모든 것을 수용하는 기념비적인 중심지가 세워졌다. 이 첫 번째 포룸의 일부만 발견되었다. 동쪽 끝에는 2층짜리 대성당이 있었다. 격자 모양의 주택가가 중심에서 방사형으로 뻗어 있다.
티베리우스 치하에서는 포룸이 확장되고 해당 지역에 친숙한 패턴으로 재설계되었다. 신성구역은 반쯤 가라앉은 주랑 위에 세워진 주랑으로 3면이 둘러싸여 있었다. 쿠리아의 자리를 포함하여 두 개의 별채가 건물의 측면에 있었던 것 같다. 판매실이 있는 중앙 안뜰이 있는 시장 건물(macellum)과 욕실( 기하학적 모양과 모자이크가 있는 테피다 리움)이 개조되었다. 포럼은 특히 또 다른 대형 건물의 설립과 같은 추가적인 변화를 목격했다. 같은 건축 단계에서 북쪽 현관의 중앙 부분에 큰 모자이크가 세워졌다.
1996년에 발견된 원형극장은 서기 2세기 초에 지어진 것으로 추정된다. 측면에 두 개의 감옥이 있고 하수도가 제공되는 경기장은 약 50 × 36m이다. 콜로니아에 있어야 할 극장의 유적은 발견되지 않았다.
주거 지역은 정원과 수영장이 있는 일부 도미토리 외에 소박한 주택으로 구성되었다. 건물은 원래 나무와 점토로 만들어졌지만, 1세기 중반 이후에는 석조로 지어졌다. 일부 빌라 교외는 마을의 서쪽에 있었고, 장인과 상업 지구는 아마도 남서쪽에 개발되었을 것이다. 디본 지역에서 식민지까지 이어지는 10km 길이의 수로가 물 공급을 제공했다. 도로망을 따라 이어진 하수도는 하수를 호수에 쏟아냈다.

### 로마 식민지의 쇠퇴
오랜 기간의 평화와 번영 후 위기와 전반적인 불안의 징후가 3세기 초에 증가했다. 서기 259년 또는 260년 알레만족의 침략의 결과로 도시의 포룸과 공공건물이 파괴되었다. 돌 블록은 제네바 호수 지역 전체에 흩어져 있다. 석재는 특히 제네바에서 건축 자재로 재사용되었으며, 약 300개가 벽 건설에 사용되었다. 그러나 정착촌은 포기되지 않았다. 이미 명성과 명성을 많이 상실한 니옹-노비오두눔은 지역 수도로서 이제는 제네바에서 분리되었다. 제네바는 처음에 콜로니아의 일부였던 영토를 관리하기 위해 싸운 교구의 중심이자 소재지가 되었다.

## 현재 위치
니옹에는 고등학교(1997년 또는 1998년까지 CESSOuest로 알려진 Gymnase de Nyon), 현대적인 병원, 영화관, 수많은 호텔, 레스토랑 및 카페가 있다. 이 도시는 유럽 축구를 관장하는 기구인 UEFA 본부가 있는 곳으로 국제무대에서 잘 알려져 있다. 그것은 또한 세계 연합 연맹 유니 글로벌 유니언(UNI Global Union)의 국제 본부가 있는 곳이기도 하다. 니옹은 또한 국제 화폐 중개 산업의 주요 중심지이다.
매년 7월에 니옹은 유럽에서 두 번째로 큰 야외 축제인 Paléo 축제를 개최한다. (실질적으로 축제는 L'Asse 마을에서 진행되지만)
니옹 럭비 클럽은 스위스 최고의 럭비팀 중 하나이며 웨스트 런던의 Ealing 럭비 클럽과 자매결연을 맺고 있다.
니옹은 또한 매년 4월 Visions du Réel 국제 영화제를 개최한다.
니옹은 UEFA 챔피언스 리그와 UEFA 유로파 리그, 그리고 다른 UEFA 축구 대회의 조추첨을 정기적으로 주최해 왔다.

## 지리
니옹의 면적은 2009년 기준으로 6.8k㎡이다. 이 면적 중 2.66k㎡ (39.2%)가 농업 목적으로 사용되는 반면 0.53k㎡ (7.8%)는 산림이다. 나머지 토지 중 3.67k㎡ (54.1%)가 정착(건물 또는 도로)되어 있다. 건축면적 중 공업용 건물이 전체 면적의 5.9%, 주택과 건물이 27.4%, 교통 기반 시설이 14.1%를 차지했다. 전력 및 수자원 기반 시설 및 기타 특별 개발 지역은 면적의 2.1%를 구성하고 공원, 녹지 및 스포츠 경기장은 4.6%를 구성한다. 산림면적 중 5.6%는 삼림이 무성하고 2.2%는 과수원이나 작은 나무 군락으로 덮여 있다. 농경지 중 25.9%는 작물 재배에 사용되며 4.7%는 목초지로, 8.5%는 과수원이나 덩굴 작물에 사용된다.
시정촌은 2006년 8월 31일에 해산될 때까지 구 니옹 지역의 수도였으며, 니옹은 새로운 니옹구의 수도가 되었다.
시정촌은 쥐라산맥과 제네바 호수 사이에 있다. Asse의 오른쪽 제방에 있는 니옹의 오래된 핵심은 위쪽 도시(언덕 위의 로마 유적 위에 세워짐)와 물을 따라 아래쪽 도시로 나뉜다. 주요 도로를 따라 오래된 도시의 동쪽으로 주거 구역이 개발되고, 서쪽으로 산업 구역이 개발되었다.

## 인구통계

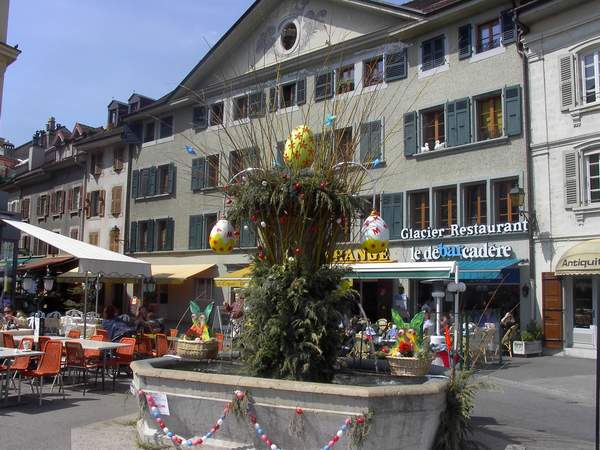
니옹의 오래된 분수

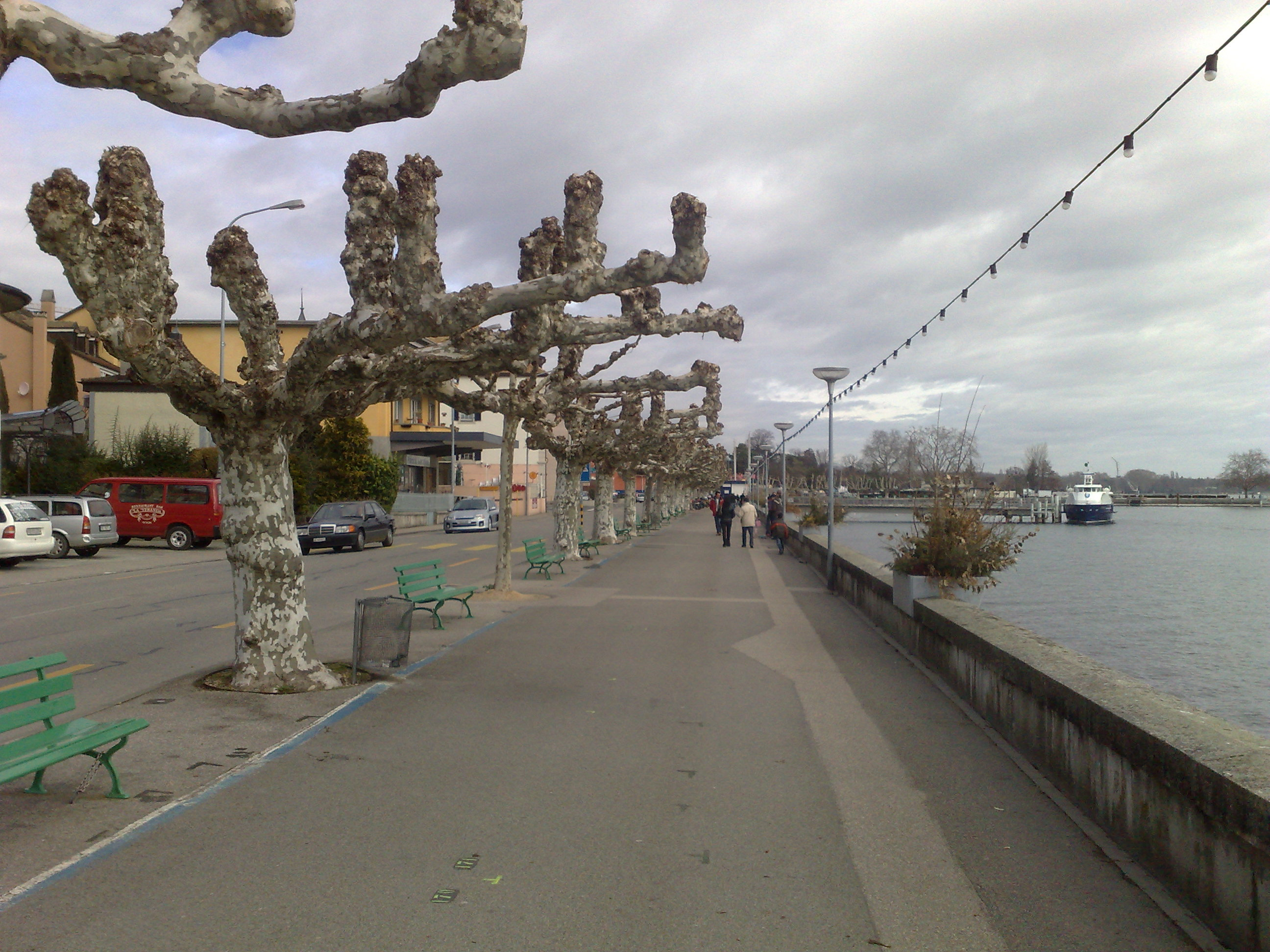
니옹의 호수 정면

2020년 12월 기준, 니옹의 인구는 21,718명이다. 2008년 기준으로 인구의 38.0%가 거주하는 외국인이다. 1999년부터 2009년까지 지난 10년 동안 인구는 16.8%의 비율로 변화했다. 이주로 인해 9.7%의 비율로, 출생 및 사망으로 인해 7.7%의 비율로 변경되었다.

2000년 기준, 인구 대부분인 12,274명(75.8%)이 프랑스어를 사용하며, 독일어가 918명(5.7%)으로 2위이고, 영어가 647명(4.0%)으로 3위이다. 이탈리아어를 할 줄 아는 사람이 565명, 로만슈어를 할 줄 아는 사람이 9명 있다.
2009년 현재 니옹의 연령 분포는 다음과 같다. 2,015명(인구의 11.2%)이 0~9세, 1,828명(10.1%(10.1%) 10~19세). 성인 인구 중 2,304명(인구의 12.8%(20~29세))이 있다. 3,150명(17.4%)은 30~39세, 3,051명(16.9%)은 40~49세, 2,187명(12.1%)은 50~59세이다. 고령자 분포는 1,757명(인구의 9.760%)이 69세는 1045명(5.8%), 70~79세는 5.8%, 80~89세는 595명(3.3%), 90세 이상은 130명(0.7%)이다.
2000년 기준으로 시정촌에 미혼이거나 독신인 사람은 6,796명이다. 기혼자는 7,538명, 미망인은 768명, 이혼한 사람은 1,080명이었다.
2000년 기준으로 시정촌의 민간가구는 7,307세대로 가구당 평균 2.2명이다. 1인 가구는 2,818가구, 5인 이상 가구는 342가구였다. 총 7,450가구 중 1인 가구가 37.8%로 부모와 동거하는 성인이 27명이었다. 나머지 가구 중 자녀가 없는 부부는 1,785쌍, 자녀가 있는 부부는 2,053쌍이다. 자녀가 있는 편부모는 493명이었다. 131가구는 혈연관계가 없는 사람들로 구성되었고, 143가구는 일종의 기관이나 집단주택으로 구성되었다.
2000년에는 총 1,621세대의 주거용 건물 중 650호(전체의 40.1%)가 단독주택이었다. 다가구는 621채(38.3%), 주로 주거용으로 사용되는 다목적 건물은 235채(14.5%), 기타 용도(상업·공업)가 115채(7.1%)였다.
2000년에는 총 7,072세대(전체의 86.2%)가 상설 임대되었으며, 1,028세대(12.5%)가 성수기이며 105개(1.3%)가 비어 있었다.. 2009년 기준 신규 주택 건설 비율은 인구 1000명당 5세대였다. 2010년 시정촌 공실률은 0.13%였다.

역사적 인구는 다음 차트에 나와 있다.:

### 종교
2000년 인구 조사에 따르면 6,121명(37.8%)이 로마 가톨릭 신자이고, 4,522명(27.9%)이 스위스 개혁 교회에 속해 있다. 나머지 인구 중 정교회 교인은 174명(인구의 약 1.08%), 크리스찬 가톨릭 교회 교인은 17명(인구의 약 0.11%)이었다. 다른 기독교 교회에 속한 개인 936명(약 5.78%)이 있었다. 유대인은 32명(인구의 약 0.20%)이었고, 이슬람교는 750명(인구의 약 4.63%)이었다. 불교도 63명, 힌두교인 98명과 다른 교회에 속한 29명이 있었다. 2,893명(인구의 약 17.88%)이 교회에 속하지 않고, 불가지론자 또는 무신론자이며, 996명(인구의 약 6.15%)이 질문에 대답하지 않았다.

## 기후
| Nyon/Changins (1981–2010)의 기후 | Nyon/Changins (1981–2010)의 기후 | Nyon/Changins (1981–2010)의 기후 | Nyon/Changins (1981–2010)의 기후 | Nyon/Changins (1981–2010)의 기후 | Nyon/Changins (1981–2010)의 기후 | Nyon/Changins (1981–2010)의 기후 | Nyon/Changins (1981–2010)의 기후 | Nyon/Changins (1981–2010)의 기후 | Nyon/Changins (1981–2010)의 기후 | Nyon/Changins (1981–2010)의 기후 | Nyon/Changins (1981–2010)의 기후 | Nyon/Changins (1981–2010)의 기후 | Nyon/Changins (1981–2010)의 기후 |
| 월                               | 1월                              | 2월                              | 3월                              | 4월                              | 5월                              | 6월                              | 7월                              | 8월                              | 9월                              | 10월                             | 11월                             | 12월                             | 연간                             |
| -------------------------------- | -------------------------------- | -------------------------------- | -------------------------------- | -------------------------------- | -------------------------------- | -------------------------------- | -------------------------------- | -------------------------------- | -------------------------------- | -------------------------------- | -------------------------------- | -------------------------------- | -------------------------------- |
| 일평균 최고 기온 °C (°F)         | 3.8 (38.8)                       | 5.4 (41.7)                       | 10.1 (50.2)                      | 14.0 (57.2)                      | 18.7 (65.7)                      | 22.4 (72.3)                      | 25.2 (77.4)                      | 24.6 (76.3)                      | 19.8 (67.6)                      | 14.5 (58.1)                      | 8.1 (46.6)                       | 4.7 (40.5)                       | 14.3 (57.7)                      |
| 일일 평균 기온 °C (°F)           | 1.3 (34.3)                       | 2.2 (36.0)                       | 6.0 (42.8)                       | 9.4 (48.9)                       | 13.7 (56.7)                      | 17.2 (63.0)                      | 19.7 (67.5)                      | 19.1 (66.4)                      | 15.1 (59.2)                      | 10.7 (51.3)                      | 5.3 (41.5)                       | 2.4 (36.3)                       | 10.2 (50.4)                      |
| 일평균 최저 기온 °C (°F)         | −1.3 (29.7)                      | −0.8 (30.6)                      | 1.8 (35.2)                       | 4.5 (40.1)                       | 8.7 (47.7)                       | 11.9 (53.4)                      | 14.2 (57.6)                      | 13.9 (57.0)                      | 10.9 (51.6)                      | 7.3 (45.1)                       | 2.5 (36.5)                       | −0.1 (31.8)                      | 6.1 (43.0)                       |
| 평균 강수량 mm (인치)            | 84 (3.3)                         | 73 (2.9)                         | 70 (2.8)                         | 67 (2.6)                         | 86 (3.4)                         | 83 (3.3)                         | 78 (3.1)                         | 78 (3.1)                         | 92 (3.6)                         | 102 (4.0)                        | 91 (3.6)                         | 96 (3.8)                         | 999 (39.3)                       |
| 평균 강수일수 (≥ 1.0 mm)         | 10.0                             | 8.2                              | 9.2                              | 8.9                              | 11.6                             | 9.6                              | 8.6                              | 8.8                              | 7.8                              | 10.2                             | 9.8                              | 10.0                             | 112.7                            |
| 평균 상대 습도 (%)               | 81                               | 76                               | 69                               | 67                               | 69                               | 67                               | 65                               | 67                               | 74                               | 80                               | 81                               | 81                               | 73                               |
| 평균 월간 일조시간               | 64                               | 94                               | 155                              | 177                              | 197                              | 232                              | 259                              | 233                              | 185                              | 122                              | 73                               | 54                               | 1,844                            |
| 출처: MeteoSwiss                 |                                  |                                  |                                  |                                  |                                  |                                  |                                  |                                  |                                  |                                  |                                  |                                  |                                  |

## 정치
2011년 스위스 연방 선거에서 가장 인기 있는 정당은 26.0%의 득표율을 기록한 SP였다. 다음으로 가장 인기 있는 세 정당은 SVP (20.9%), FDP (13.4%), 녹색당 (12.2%)이었다.
2007년 스위스 연방 선거에서 가장 인기 있는 정당은 21.54%의 득표율을 기록한 SP였다. 다음으로 가장 인기 있는 3개 정당은 SVP (18.78%), 녹색당 (16.29%), FDP (12.05%)였다. 이번 연방 총선에서는 총 3,846표가 투표율 42.6%를 기록했다.

## 경제
글레나(Glénat)의 스위스 자회사는 니옹에 본사가 있다. Cantor Fitzgerald는 니옹에 사무실이 있다. Edwards Lifesciences는 2009년 니옹에 지역 본부 및 교육 센터를 개설했다.
2010년 현재 니옹의 실업률은 6%이다. 2008년 기준으로 1차 경제 부문에 49명이 고용되어 있으며, 이 부문에 약 13개 기업이 참여하고 있다. 1,331명이 2차 부문에 고용되었고, 이 부문에 153개의 기업이 있었다. 10,644명이 3차 부문에 고용되었으며, 이 부문에 1,131개의 기업이 있다. 시정촌 주민은 8,631명으로 일정 정도 고용되었으며, 그중 여성이 전체 노동력의 46.0%를 차지하였다.
2008년에 정규직에 상응하는 총 일자리 수는 10,337개였다. 1차 부문의 일자리 수는 39개였으며, 그중 35개는 농업, 2개는 임업 또는 목재 생산, 2개는 어업 또는 어업이었다. 2차 산업의 일자리 수는 1,264개로 그중 600개(47.5%)가 제조업, 588개(46.5%)가 건설업이었다. 3차 부문의 일자리 수는 9,034개였다. 3차 부문에서; 1,592개(17.6%) 도소매 또는 자동차 수리업, 281개(3.1%) 및 상품 이동 및 보관), 493개(5.5%) 호텔 또는 레스토랑, 400개(4.4%) 정보 산업), 1,414개(15.7%)가 보험 또는 금융 산업, 1,499개(16.6%)가 기술 전문가 또는 과학자, 595개(6.6%)가 교육, 1,150개(12.7%)가 의료 분야였다.
2000년 기준으로 7,415명의 시정촌으로 출퇴근하는 근로자와 5,234명의 근로자가 출퇴근하였다. 지자체는 근로자를 순수입하며, 1명이 전출할  때마다 약 1.4명의 근로자가 지자체로 전입한다. 니옹에 들어오는 인력의 약 12.1%는 스위스 외부에서 오고, 현지인의 0.1%는 일을 위해 스위스에서 출퇴근한다. 근로 인구의 26.7%는 출퇴근용 대중교통을, 50.6%는 자가용을 이용하였다.

## 교육
니옹에서는 인구의 약 5,216명(32.2%)이 필수 고등교육을 이수했으며, 3,009명(18.6%)이 추가 고등 교육(대학 또는 응용학문대학)을 마쳤다. 고등 교육을 마친 3,009명 중 36.4%가 스위스 남성, 27.4%가 스위스 여성, 20.4%가 비스위스계 남성, 15.7%가 비스위스계 여성이었다.
2009/2010 학년도에 니옹 학군에는 총 1,867명의 학생이 있었다. 보주 주립학교 시스템에서는 정치 구역에서 2년간의 의무가 아닌 유아원을 제공한다. 학년도 동안 정치 지역은 총 1,249명의 어린이에게 유치원 보육을 제공했으며, 그 중 563명의 어린이(45.1%)가 보조금을 받는 유치원 보육을 받았다. 캔톤의 초등학교 프로그램은 학생들이 4년 동안 출석해야 한다. 시립 초등학교 프로그램에는 995명의 학생이 있었다. 의무 중학교 과정은 6년 동안 지속되며 해당 학교의 학생은 806명이었다. 또한 홈스쿨링을 하거나 다른 비전통 학교에 다니는 66명의 학생이 있었다.
니옹에는 역사박물관(Musée historique), 제네바 박물관(Musée du Léman) 및 로마 박물관(Musée romain) 3개의 박물관이 있다. 2009년 역사박물관은 14,164명(이전 연도의 평균은 26,194명)의 방문객이 방문했다. 2009년에 제네바 박물관은 20,596명(이전 연도의 평균은 23,020명)의 방문객이 방문했다. 2009년 로마박물관은 보수 공사로 인해 문을 닫았지만, 이전 연도에는 평균 9,225명의 방문객이 방문했다.
2000년 기준으로 니옹에는 다른 시정촌에서 온 학생이 1,582명이었고, 시외 학교에 다니는 거주자는 415명이었다.
니옹에는 니옹 도서관과 샹잉 공과대학 도서관(École d'ingénieurs de Changins) 2개의 도서관이 있다. 도서관에는 총 53,262권 (2008년 기준)이 소장되어 있으며, 같은 해 총 117,481권이 대출되었다.
국제 학교인 샹피테 칼리지(Collège Champittet)은 코무네에 니옹 캠퍼스가 있다.

## 국가중요문화재
니옹성과 도자기 역사박물관, 로마 식민지 Iulia Equestris, 스위스 개혁 노트르담 교회, Rue Maupertuis 2 & 4의 Manoir, 로마 박물관 및 유럽축구연맹(UEFA)이 등재되어 있다. 국가적으로 중요한 스위스 문화유산으로 지정되었다. 니옹의 구시가 전체는 스위스 유산 목록의 일부이다.

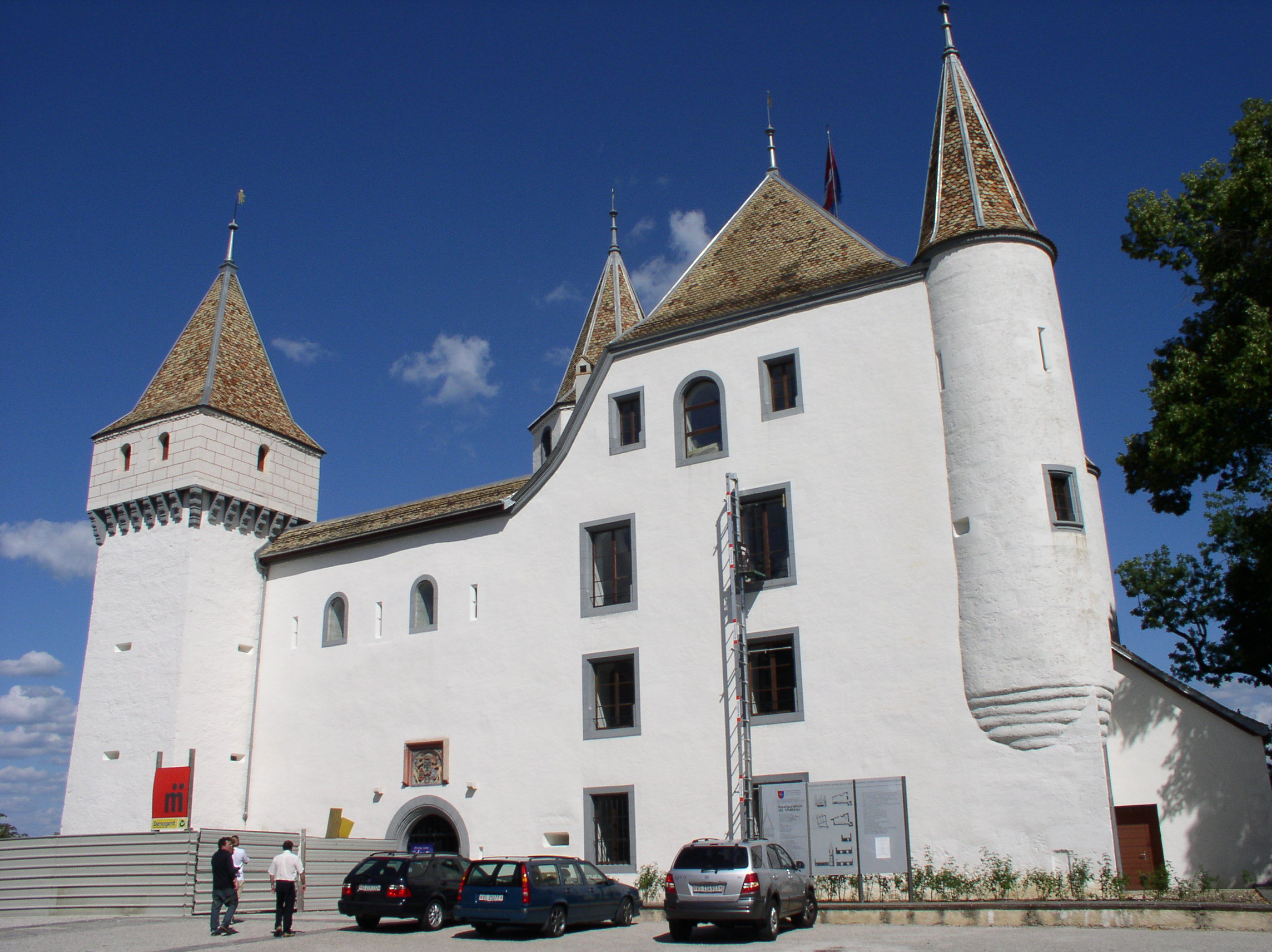
니옹성
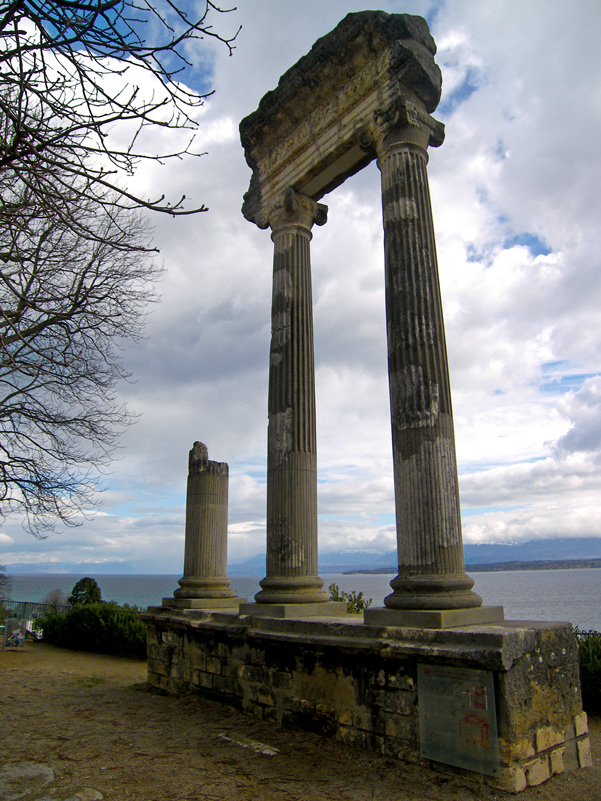
Colonia Iulia Equestris
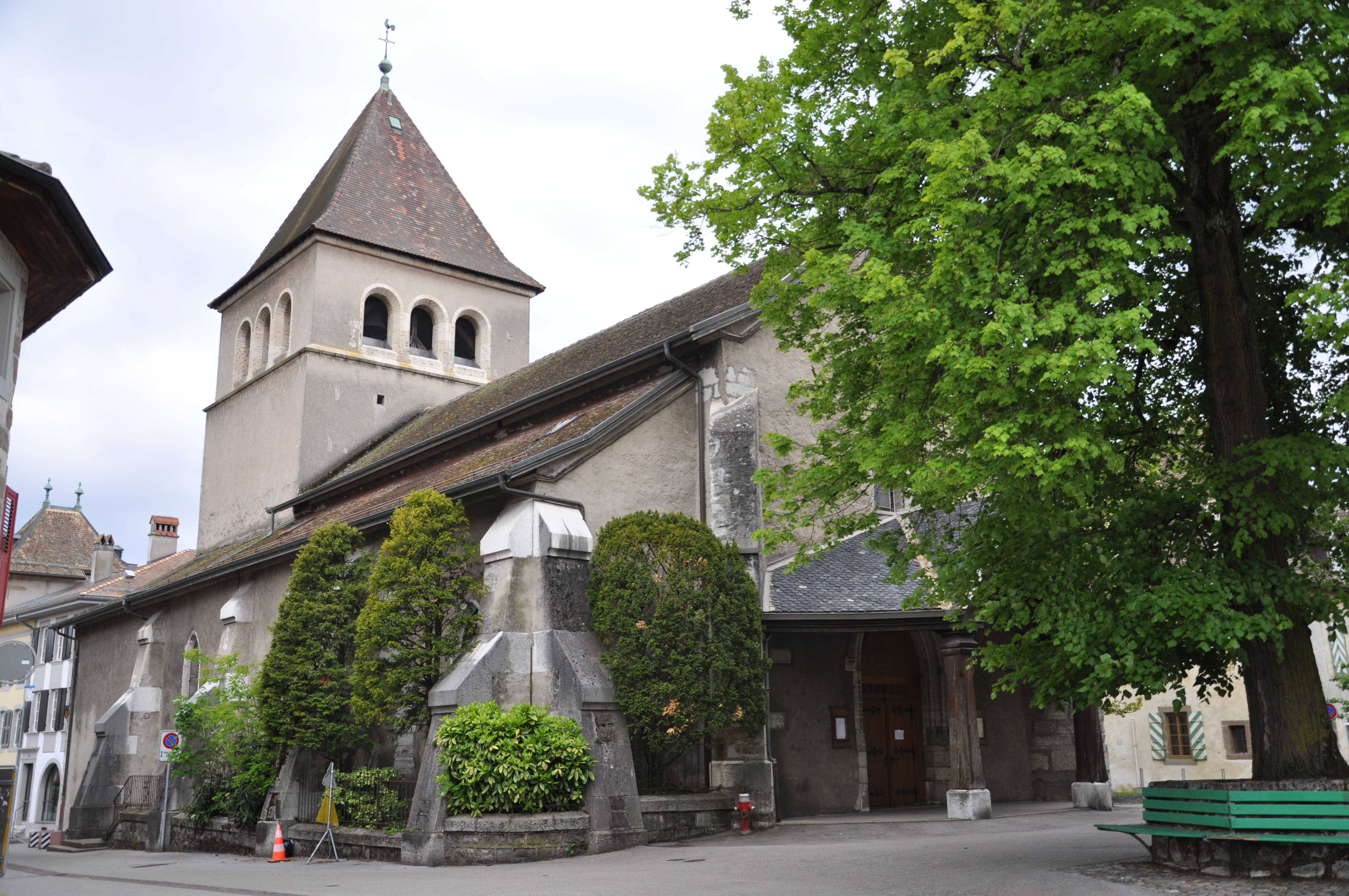
노트르담 개혁 교회

## 교통
이 도시는 제네바에서 호숫가를 따라 로잔으로, 그리고 베른으로 가는 주요 도로 1에 있다. 이 도로는 니옹 근처의 호수를 따라 직접 연결된다. 니옹에서 도로는 꼴 드 라 지브린(Col de la Givrine)에서 프랑스의 모레즈까지 분기된다. 1964년에 개통된 A1(제네바-로잔)의 니옹 고속도로 교차로가 도심에서 3km 떨어져 있다.
1858년 4월 14일, SBB 로잔-제네바선과 니옹역의 모르주에서 코페까지 운행되었다. 니옹에서 생세르그까지 미터궤 니옹-생세르그-모레즈 철도 (NStCM)는 니옹의 외곽도 열리며 1916년 7월 12일에 개통되었다. 1905년부터 1962년까지 니옹에서 프랑스의 디본레뱅까지 니옹-크라시에 철도도 운행되었다. 이 노선이 폐쇄되면 니옹에서 Eysins까지의 구간만 화물 운송에 사용된다.
니옹의 시내 버스 네트워크는 대중교통의 미세한 분배를 담당한다. 또한 코페, Gingins 및 기멜까지 주변 지역 사회로 가는 포스트버스 노선이 있다.
제네바 호수에서 니옹은 제네바 호수 여객 운송 네트워크에 연결된다.

## 스포츠
니옹은 스위스 프로모션 리그에서 뛰고 있는 FC 스타드 니옹나(Stade Nyonnais)와 구장인 Colovray 스포츠 센터가 있는 곳이다.
니옹 럭비 클럽은 스위스에서 가장 성공적인 럭비 팀 중 하나이며, 정기적으로 1군 및 2군 리그에서 리그 1위를 달리고 있으며, 세 번째 팀인 청소년, 여성 및 베테랑 팀도 있으며, Colovray 선터에 기반을 두고 있다.

### UEFA
니옹은 유럽축구연맹 (UEFA)과 유럽클럽협회 (ECA)의 본부로 유명하다. UEFA 챔피언스리그, UEFA 유로파리그 UEFA 유로파컨퍼런스리그, UEFA 여자 챔피언스리그 조 추첨은 니옹에서 열린다. 16강전은 12월에, 준결승전은 4월에 열리는 니옹의 본선 대진표는 UEFA 대회에 참가하는 팀의 축구 팬들에게 큰 기대를 모은다. UEFA 유스리그 준결승전과 결승전도 니옹에서 열린다.